# خوزه فاریاس
خوزه فاریاس (انگلیسی: José Farías; ۱۷ آوریل ۱۹۳۷ – ۱۰ ژوئن ۲۰۰۴) بازیکن فوتبال اهل آرژانتین بود.
از باشگاه‌هایی که در آن بازی کرده‌است می‌توان به باشگاه فوتبال استراسبورگ، باشگاه فوتبال بوکا جونیورز، باشگاه فوتبال لانوس، باشگاه فوتبال جیمناسیا لاپلاتا، باشگاه فوتبال ستاره سرخ، باشگاه فوتبال اتلتیکو هوراکان، و باشگاه فوتبال تولوز اشاره کرد.